# Buformin
A buformin a biguanidok csoportjába tartozó orális antidiabetikum.
Hatásmechanizmusa multifaktoriális. A periférián javítja az inzulinhatás kifejlődését azáltal, hogy posztreceptor szinten csökkenti a szövetek inzulin-rezisztenciáját. Ezenkívül csökkenti a hepatikus glikoneogenezist, fokozza a perifériás glükóz felhasználást, az anaerob glikolízis fokozásával javítja a glükóz hasznosítását (a szérum laktát szint emelkedik). Gátolja a glikoneogenezist és a glükóz bélből való felszívódását, serkenti a glikolízist.
A buforminnak a béta-sejtekre kifejtett hatása nincs, nem stimulálja az endogén inzulin szekréciót. 
A buformin 2-es típusú diabetes mellitusban csökkenti az emelkedett vércukorszintet, de nincs hatással a normál vércukorszintekre. Így monoterápiaként adva nem okoz hipoglikémiát.
Testsúlynövekedést fokozó hatása nincs, sőt elősegíti a testsúlycsökkenést.
A fenti hatásmechanizmus alapján alkalmas 2-es típusú cukorbetegek per os kezelésére. 
Együtt alkalmazható szulfanilurea típusú orális antidiabetikumokkal.